# Буковиці (Мілицький повіт)
Буковиці (пол. Bukowice, нім. Frauenwaldau) — село в Польщі, у гміні Крошниці Мілицького повіту Нижньосілезького воєводства.
Населення — 1651 особа (2011).
У 1975-1998 роках село належало до Вроцлавського воєводства.

## Демографія
Демографічна структура станом на 31 березня 2011 року:
|          | Загалом | Допрацездатний вік | Працездатний вік | Постпрацездатний вік |
| -------- | ------- | ------------------ | ---------------- | -------------------- |
| Чоловіки | 825     | 164                | 594              | 67                   |
| Жінки    | 826     | 167                | 502              | 157                  |
| Разом    | 1651    | 331                | 1096             | 224                  |